# Matthew Herbert
Matthew Herbert, noto anche con lo pseudonimo di Herbert o Doctor Rockit, Mr. Vertigo, Radio Boy, Transformer e Wishmountain (1972), è un musicista, disc jockey e produttore discografico britannico.

## Carriera
Nel 1998 Herbert ha pubblicato Around the House, in cui mescolava ritmi dance, suoni generati da utensili da cucina e voci. Nei tardi anni Novanta si occupò anche dei remix di diversi artisti dance quali Moloko, Motorbass, Alter Ego ed altri. Registrò anche singoli ed album con diversi pseudonimi (Doctor Rockit, Radio Boy, Mr. Vertigo e Transformer) ma anche a nome suo.
Nel 2001 uscì Bodily Functions: simile ad Around the House, nella struttura, conteneva suoni generati dalla manipolazione di peli e pelle umana, nonché di organi interni. Bodily Functions fu il primo lavoro di Herbert distribuito in tutto il mondo grazie all'accordo con la Studio !K7.
Goodbye Swingtime, un album uscito nel 2003 con l'alias di "The Matthew Herbert Big Band", combinava i commenti politici di Radio Boy con la consueta struttura musicale dei suoi album. Registrato con sedici musicisti della scena jazz britannica, tra cui i sassofonisti Dave O'Higgins e Nigel Hitchcock, il pianista Phil Parnell ed il bassista Dave Green, nelle esibizioni dal vivo la big band è completata da Siciliano, Arto Lindsay, Jamie Lidell, e Mara Carlyle.
Nel 2005 registrò Plat du Jour, un disco totalmente basato sugli oggetti e le situazioni legati al cibo. Registrò nelle fogne di Fleet Street, con i chicchi di caffè vietnamita, all'interno di allevamenti industriali di polli, guidò con un carrarmato sopra ad un banchetto preparato da Nigella Lawson per George Bush e Tony Blair e registrò 3.500 persone che mordevano una mela contemporaneamente. Il brano intitolato "The Final Meal of Stacey Lawton" fu fatto in collaborazione con il famoso chef Heston Blumenthal.
Il 30 maggio 2006 Herbert pubblicò Scale, tuttora il suo album di maggior successo, capace di raggiungere il 20º posto nella classifica di album elettronici di Billboard. Entertainment Weekly osservò che "Herbert sovverte l'apocalittico filo tematico di Scale in qualcosa di caldo e ballabile." La rivista online Pitchfork osservò che "sofisticato e capriccioso, gioioso ma venato di tristezza, Scale è uno dei più grandi album di quest'anno."
Il secondo album della Matthew Herbert Big Band, There's Me And There's You, fu pubblicato nell'ottobre 2008. Per realizzare questo disco Herbert effettuò le registrazioni all'interno dell'palazzo di Westminster, in una discarica e nell'atrio del British Museum con 70 volontari.
Nel 2010 Matthew Herbert pubblicò due dei tre album di una trilogia. Il primo, One One, era interamente scritto ed eseguito da lui solo; il secondo, One Club, era composto esclusivamente da suoni registrati in una serata nel night club di Robert Johnson ad Offenbach, in Germania.
Nello stesso anno Herbert ha pubblicato anche una sua rielaborazione della decima sinfonia di Mahler per la serie "Recomposed" della Deutsche Grammophon. Gran parte delle registrazioni furono effettuate nel rifugio in cui Mahler era solito comporre a Toblach, presso la sua tomba ed in un crematorio.
Alla fine del 2011 fu pubblicata anche la terza ed ultima parte della trilogia, One Pig. Herbert registrò il ciclo di vita di un maiale di allevamento dalla nascita fino a quando finisce nel piatto. L'organizzazione animalista PETA condannò l'album quando ancora non era uscito. Herbert, che non è vegetariano, rispose che le loro lamentele erano "totalmente assurde" e che lui voleva che la sua musica incoraggiasse la gente ad "ascoltare il mondo con più attenzione".
L'11 marzo 2013 un nuovo lavoro per orchestra e strumenti elettronici, commissionato da Herbert, basato su un'opera di Rameau, fu eseguita al The Roundhouse di Londra nell'ambito della serie "Baroque Remixed" dell'emittente radiofonica BBC Radio 3.
Il 20 marzo 2015 Herbert ha annunciato The Shakes, il suo primo album dance in nove anni. Seguì l'uscita del primo singolo "Middle". The Shakes fu pubblicato in modo originale, rendendo disponibile una traccia alla settimana, con un breve video d'accompagnamento, sulle piattaforme streaming fino alla data di pubblicazione dell'album.
Il 22 ottobre 2021 Herbert ha pubblicato l'album Musca per l'etichetta indipendente Accidental Records.

## Discografia

### Herbert
- Classic Herbert (1996)
- 100 lbs (1996)
- Parts One Two and Three (1996)
- Parts Remixed (1996)
- Around the House (1998)
- Bodily Functions (2001)
- Secondhand Sounds: Herbert Remixes (2002)
- Scale (2006)
- The Shakes (1 June 2015)
- Musca (2021)

### Matthew Herbert
- Letsallmakemistakes (Globus Mix Vol. 5) (1995)
- Plat du Jour (2005)
- Score (2006)
- Recomposed: Mahler symphony X (2010)
- One One (2010)
- One Club (2010)
- One Pig (2011)
- The End of Silence (2013)
- The State Between Us (2019)

### Doctor Rockit
- The Music of Sound (1996)
- Indoor Fireworks (2000)
- Veselka's Diner (2003)
- The Unnecessary History of Doctor Rockit (2004)

### The Matthew Herbert Big Band
- Goodbye Swingtime (2003)
- There's Me and There's You (2008)
- The State Between Us (2019)

### Radio Boy
- Wishmountain Is Dead, Long Live Radio Boy (1997)
- The Mechanics of Destruction (2001)

### Wishmountain
- Wishmountain (1998)
- Wishmountain Is Dead (1998)
- Tesco (2012)

## Colonne sonore
- Disobedience, regia di Sebastián Lelio  (2017)
- Gloria Bell, regia di Sebastián Lelio (2018)
- Il prodigio (The Wonder), regia di Sebastián Lelio (2022)
- Starve Acre, regia di Daniel Kokotajlo (2023)
- Ap'rili, regia di Dea K'ulumbegashvili (2024)